# Corciano
Corciano est une commune italienne d'environ 20 400 habitants, limitrophe de Pérouse, située dans la province de Pérouse, dans la région Ombrie, en Italie centrale. Le village a obtenu le label des Plus Beaux Bourgs d'Italie.

## Géographie
Le cœur de la ville est situé sur une colline et construite en escargot.

## Monuments et patrimoine
- Église paroissiale Santa Maria Assunta où est exposé le Gonfalon de Corciano de Benedetto Bonfigli et le retable de Corciano (Pala di Corciano), une peinture religieuse du Pérugin datant de 1513 qui évoque l'Assomption de Marie.

## Administration
| Période                                  | Période  | Identité      | Étiquette | Qualité |
| ---------------------------------------- | -------- | ------------- | --------- | ------- |
| 13 juin 2004                             | En cours | Nadia Ginetti |           |         |
| Les données manquantes sont à compléter. |          |               |           |         |

### Hameaux
Capocavallo, Castelvieto, Chiugiana, Conca del Sole, Ellera (galerie commerciale régionale et cinéma), Gastronomia Umbra, Mantignana, Migiana, San Mariano, Solomeo, Taverne, Terrioli, Valmarino.
Taverne est un hameau industriel avec peu d'habitations et son activité la plus connue est un centre commercial avec des dizaines de commerces parmi lesquels Emmelunga, Bernardi, Terranova ...

### Communes limitrophes
Magione, Pérouse

## Jumelages
- Libiąż (Pologne)
- Civrieux-d'Azergues (France)
- Pentling (Allemagne)